# Änne Bruck
Änne Bruck (* 23. August 1907 in Hamburg; † 13. Dezember 1978 in München) war eine deutsche Schauspielerin, Synchron- und Hörspielsprecherin.

## Leben
Bruck begann ab 1936 ihre schauspielerische Tätigkeit in Filmen. Sie stand 1944 in der Gottbegnadeten-Liste des Reichsministeriums für Volksaufklärung und Propaganda.
Nach dem Krieg war sie zunächst auch in DEFA-Produktionen, wie „Der Mann, dem man den Namen stahl“ (1944) unter der Regie von Wolfgang Staudte zu sehen. In dem skandalträchtigen Film Die Sünderin (1951) verkörperte sie die Mutter der Hauptdarstellerin Hildegard Knef. Zudem sprach sie zahlreiche Rollen in Hörspielproduktionen. Ab den 1960er Jahren war sie vermehrt in Fernsehserien tätig. Sie war bis zu ihrem Tod 1978 mit dem Schauspieler Heinz Frölich verheiratet.

## Filmografie
- 1936: Rolf hat ein Geheimnis
- 1937: Der vertauschte Hund
- 1939: Heimatland
- 1939: Johannisfeuer
- 1940: Kriminalkommissar Eyck
- 1944: Der Mann, dem man den Namen stahl
- 1944: Das Konzert
- 1945: Meine Herren Söhne
- 1945/47: Der Millionär
- 1949: Schicksal aus zweiter Hand
- 1950: Schatten der Nacht
- 1950: Absender unbekannt
- 1950: Export in Blond
- 1950: Der Schatten des Herrn Monitor
- 1950: Mädchen mit Beziehungen
- 1951: Die Sünderin
- 1955: Aschenputtel
- 1956: Uns gefällt die Welt
- 1957: Mitternacht (TV)
- 1957: Spielbank-Affäre
- 1958: Sie schreiben mit (TV-Serie)
- 1958: Unser Herr Vater (TV)
- 1962: Tevya und seine Töchter (TV)
- 1962: Affäre Blum (TV)
- 1963: Leb wohl, mein Traum (TV)
- 1963: Krach im Hinterhaus (TV)
- 1965: Ein Anruf für Mister Clark (TV)
- 1965: Nachruf auf Egon Müller (TV)
- 1966: Das Missgeschick, ein Lord zu sein (TV)
- 1966: Wie wär's, Monsieur? (TV)
- 1966: Das ganz große Ding (TV)
- 1966: Hobby (TV)
- 1966: Wechselkurs der Liebe (TV)
- 1967: Flucht ohne Ausweg (TV-Dreiteiler)
- 1967: Lord Arthur Saviles Verbrechen (TV)
- 1968: Mit Eichenlaub und Feigenblatt
- 1968: Graf Yoster gibt sich die Ehre: Adel hat's leichter (TV-Serie)
- 1968: Tragödie auf der Jagd (TV)
- 1969: Das schönste Fest der Welt (TV)
- 1969: Kapitän Harmsen: Neue Tapeten (TV-Serie)
- 1969: Sie schreiben mit: Der Neffe (TV-Serie)
- 1970: Pater Brown: Das Attentat (TV-Serie)
- 1972: Mein Bruder – Der Herr Doktor Berger: Altenpflege (TV-Serie)
- 1979: Aktion Abendsonne (TV)

## Hörspiele
- 1958: Dieter Meichsner: Auf der Strecke nach D. – Regie: Curt Goetz-Pflug (Hörspiel – SFB)

## Synchronarbeiten
- 1950/51: Mireille Perrey in Hotel Sahara
- 1955: Jane Rose in Traum meines Lebens[5]